# CharProtDB
CharProtDB ist eine Online-Datenbank von näher charakterisierten Proteinen. Sie führt unter anderem die Namen der Gene, das Gensymbol, die Ontologie, die E.C.-Nummer und die TransportDB accession. 